# Evaniella nigricornis
Evaniella nigricornis är en stekelart som först beskrevs av Fabricius 1804.  Evaniella nigricornis ingår i släktet Evaniella och familjen hungersteklar. Inga underarter finns listade i Catalogue of Life.